# Yuga
Yuga (Sanskrit युग yuga, n., [jugɐ] „Periode“) ist im Hinduismus die Bezeichnung für die vier Weltalter. Man geht dabei von der Vorstellung aus, dass das Sein einem sich immer wiederholenden Ablauf von Werden und Vergehen ausgesetzt ist.

## Maha-Yuga
Der kürzeste dieser Weltzyklen wird Maha-Yuga („lange Periode“) genannt und in vier Weltalter unterschiedlicher Dauer aufgeteilt. Diese sind:
- Satya-Yuga (सत्य युग), auch Kṛta yuga (कृत युग) genannt,
- Treta-Yuga (त्रेता युग),
- Dvapara-Yuga (द्वापर युग)
- Kali-Yuga (कलि युग)

Im ersten Weltalter, dem Satya-Yuga wird das in ihm Gestalt gewordene Lebensgesetz (Dharma) voll verwirklicht. Die Kraft des Heiligen Dharmas schwindet um je ein Viertel von Weltalter zu Weltalter. Im Treta-Yuga sind also nur noch 3/4, und im Dvapara-Yuga nur noch 1/2 des Dharma vorhanden. Im Kali-Yuga wird der schlimmste Zustand erreicht. Es wird also ähnlich wie in den Weltaltern der Antike die Entwicklung der Welt als ein kontinuierlicher Abstieg beschrieben von einem „goldenen“ Satya Yuga, über das immer noch „silberne“ Tretā Yuga zum „bronzenen“ Dvāpara Yuga mit einem Tiefpunkt im „eisernen“ Kali Yuga. Allerdings bezeichnen die Inder die Zeitalter nicht nach Metallen mit abnehmenden Wert wie die griechischen Mythographen, sondern nach den Würfen beim Würfelspiel, wobei Kṛta („Vierer“) der Siegerwurf ist, gefolgt von Tretā („Dreier“, „Triade“) und Dvāpara („Zweier“) und endend im Verlierwurf Kali, dem Einer.
Entsprechend der Überlieferung leben wir derzeit in einem Kali Yuga, das am Freitag, dem 18. Februar 3102 v. Chr. begonnen hat.

## Dauer der Zyklen
Der Vollkommenheit des Zeitalters entspricht seine Dauer. Dabei währt das erste Zeitalter viermal, das zweite dreimal und das dritte zweimal so lange wie das letzte, unvollkommenste Zeitalter, sodass die Dauer eines Maha-Yuga zehnmal (4 + 3 + 2 + 1) so lange wie die des Kali Yuga ist. Im Manusmriti, dem „Gesetzbuch des Manu“ wird die Dauer der vier Weltalter als 4000, 3000, 2000 und 1000 Jahre angegeben, denen jeweils eine Übergangszeit von 400, 300, 200 bzw. 100 Jahren vorangeht bzw. folgt, wodurch sich eine Dauer des Kali-Yuga von 1000 + 100 + 100 = 1200 Jahren ergibt. Die Dauer des Maha-Yuga ist demnach 12.000 Jahre.
Man setzt allerdings meist entsprechend Bhagavatapurana ein Jahr dieser Rechnung als ein Jahr in der Zeitrechnung der Götter an, dem 360 Jahre in der Zeitrechnung der Menschen entsprechen. Aus dieser Umrechnung resultiert die meist angegebene Dauer der Yugas, nämlich
- Kali-Yuga: 1200 × 360 = 432.000 Jahre
- Dvāpara-Yuga: 2400 × 360 = 864.000 Jahre
- Tretā-Yuga: 3600 × 360 = 1.296.000 Jahre
- Satya-Yuga: 4800 × 360 = 1.728.000 Jahre

Ein Maha-Yuga dauert so insgesamt 4.320.000 Jahre.
1000 Maha-Yugas sind ein Brahma-Tag oder ein Kalpa von 4.320 Millionen Jahren. Auf einen Brahma-Tag folgt eine ebenso lange Brahma-Nacht. Das Leben eines Brahmas dauert 100 Brahma-Jahre zu jeweils 360 Tagen. Anschließend kommt es zu einem Zustand vollkommener Eingeschmolzenheit für weitere 100 Brahma-Jahre, nach deren Ende aus Vishnus Nabel ein neuer Brahma und zugleich eine neue Welt entsteht.
Ein kompletter Weltenzyklus dauert demnach (1000 + 200) × 10 × 1000 × 2 × 360 × 100 = 864 Milliarden Götterjahre = 311.040 Milliarden Menschenjahre.
Nach dem Ende dieser ungefähr 3 × 1014 Jahre beginnt das Ganze von Neuem.

## Yugas nach Sri Yukteswar

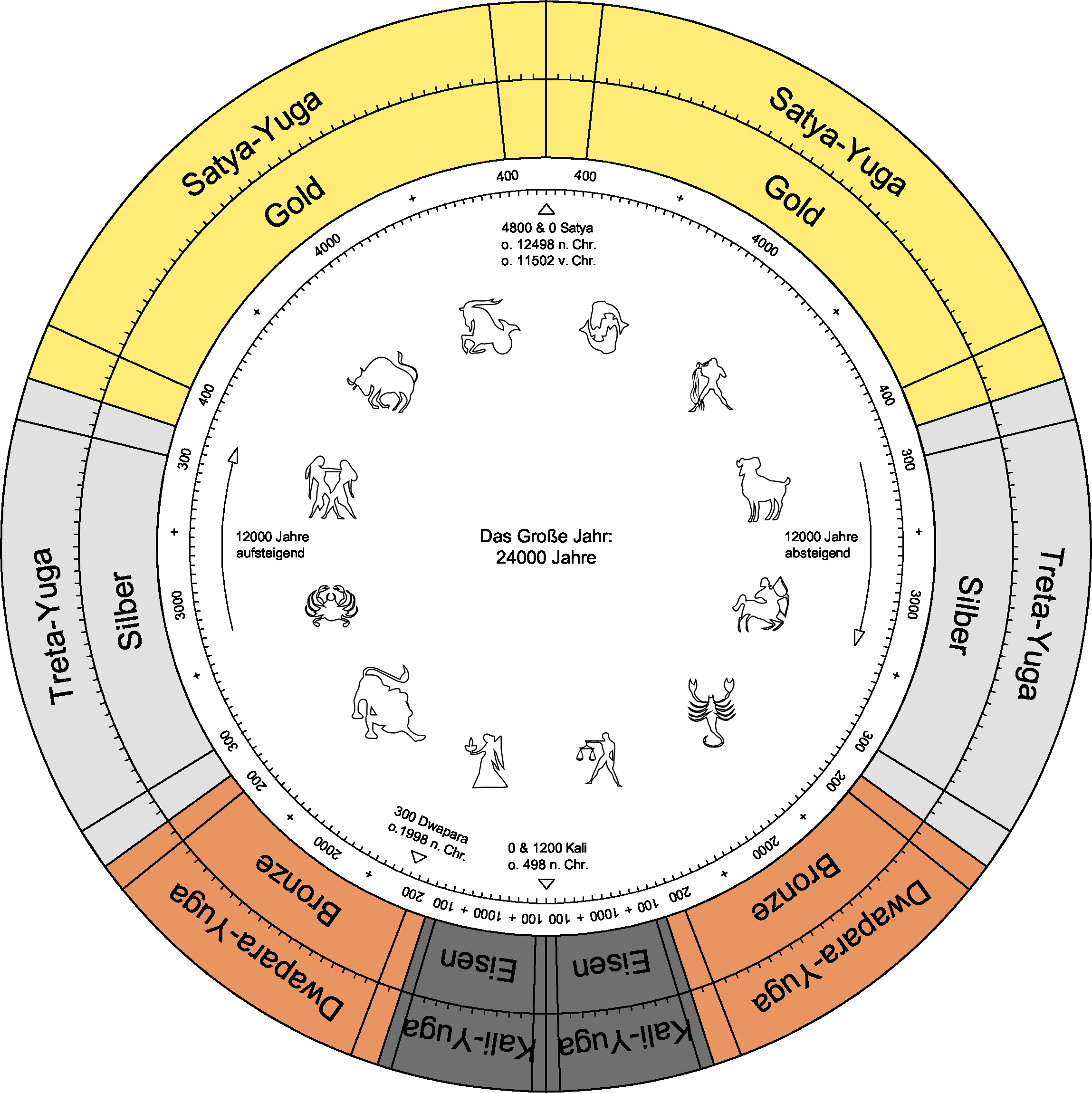
Yuga-Zyklus nach Sri Yukteswar

Nach einer Theorie des Gurus Sri Yukteswar in seinem Werk Die Heilige Wissenschaft stellt die Unterscheidung von Jahren der Götter und Jahren der Menschen eine Verfälschung dar, d. h. der Maha-Yuga dauert (nur) 12.000 Jahre. Die pessimistische traditionelle Sicht, in der stets nur Abstieg auf Abstieg folgt, korrigierte er allerdings, indem er eine absteigende Folge der vier Weltalter mit einer entsprechenden aufsteigenden Folge ergänzte, wodurch sich ein Gesamtzyklus mit einer Dauer von 24.000 Jahren errechnet, was ungefähr dem auch „Platonisches Jahr“ genannten Zyklus der Präzession von 25.700 bis 25.800 Jahren entspricht.
Nach Sri Yukteswars Berechnung befinden wir uns am Beginn des Dwapara Yuga und haben die Übergangszeit bereits hinter uns. Der Tiefpunkt des Kali Yuga, jene Zeit, wo sich das letzte Kali-Yuga des absteigenden Zyklus und das erste Kali Yuga des aufsteigenden Zyklus treffen, war ungefähr 498 n. Chr. Der nächste Gipfel der Vollkommenheit wird nach dieser Berechnung um das Jahr 12.500 erreicht werden.
Angeregt durch die Aussagen von Sri Yukteswar wurden wissenschaftliche Thesen aufgestellt, die durch astronomische Untersuchungen den Beweis für einen direkten Zusammenhang zwischen kosmischen Ereignissen einerseits und den Yugas andererseits erbringen wollen.